# 피터 코요테
피터 카이오티(Peter Coyote, 1941년 10월 10일 ~ )는 미국의 배우이다.

## 출연 작품
- 1 마일 투 유 (2017)
- 걸 온 디 엣지 (2015, Girl on the Edge)
- 에바와 레온 (2015)
- 방콕의 시장에서 (2014)
- 영광의 대가 (2014)
- 인텔리전스 (2014)
- 고스트 아미 (2013)
- 비 홈 순: 레터스 프롬 마이 그랜드파더 (2012)
- 빌리지 뮤직: 라스트 오브 더 그레이트 레코드 스토어스 (2012)
- 헤밍웨이 & 겔혼 (2012)
- 디스 이즈 낫 어 무비 (2011)
- 라스트 윌 (2011)
- 더 건다운 (2011)
- 디즈 어메이징 샤도우 (2011)
- 히어 (2011)
- 디디 할리우드 (2010)
- 올 로드 리드 홈 (2008)
- 어 싱글 우먼 (2008)
- 하루 5달러 (2008)
- 스트레인지 컬처 (2007)
- 더 챔프 : 분노의 주먹 (2007)
- 에너미 라인스 2 - 악의 축 (2006)
- 냇 지오 주니어 무비 (2006)
- 딥워터 (2005)
- 버클리 (2005)
- 더 인사이드 (2005)
- aka 토미 종 (2005)
- 천국으로 가는 여행 (2005)
- 엔론 - 세상에서 제일 잘난 놈들 (2005)
- 바탈리언 5 (2005)
- 바탈리언 4 - 네크로폴리스 (2005)
- 샤도우 오브 피어 (2004)
- 그랑 롤 (2004)
- 히브루 해머 (2003)
- 즐거운 여행 (2003)
- 노스포크 (2003)
- 어 타임 포 댄싱 (2002)
- 팜므 파탈 (2002)
- 워크 투 리멤버 (2002)
- 서든리 네이키드 (2001)
- 미드와이브스 (2001)
- 돈벼락을 맞은 여자 (2000, More Dogs Than Bones)
- 레드 레터 (2000)
- 에린 브로코비치 (2000)
- 머더 온 쉐도우 마운틴 (1999)
- 더 히스토리 오브 섹스 (1999)
- 인디펜던트 렌즈 (1999)
- 피스톨 저스티스 (1999)
- 랜덤 하트 (1999)
- 의혹의 씨 (1998)
- 루트 나인 (1998)
- 음모의 함정 (1998)
- 패치 아담스 (1998)
- 스피어 (1998)
- 탑 오브 더 월드 (1997)
- 로드 엔드 (1997)
- 살인 그림자 (1997)
- 언포겟터블 (1996)
- 델바 (1996)
- 사이버텍 PD (1996, Terminal Justice)
- 버팔로 걸 (1995)
- 문라이트 앤 발렌티노 (1995)
- 살인 기지 (1994, Breach of Conduct)
- 키카 (1993)
- 어스 앤 더 아메리칸 드림 (1992)
- 비터 문 (1992)
- 워렌 일가 (1991)
- 키퍼 오브 더 시티 (1991)
- 위험한 유혹 (1991)
- 깊은 밤의 침묵 (1991)
- 하이 아트 (1991)
- 특급 공작 (1990)
- 영광의 계단 (1989)
- 디 아메리칸 익스피어리언스 (1988)
- 여인숙의 악령 (1988)
- 포춘 (1987)
- 어 맨 인 러브 (1987)
- 더 레전드 오브 빌리 진 (1985)
- 사라진 블루 욘더 (1985)
- 톱니 바퀴의 칼날 (1985)
- 비통한 사람들 (1984)
- 크로스 크리크 (1983)
- 타임라이더 (1982)
- 자연 (1982)
- 인데인저드 스피시즈 (1982)
- 이티 (1982)
- 서던 콤포트 (1981)
- 텔 미 어 리들 (1980)
- 다이 래핑 (1980)

### 텔레비전
- 법과 질서: 로스 엔젤레스 (2010)
- 플래시포워드 (2009)
- 커맨더 인 치프 (2005)
- NCIS 시즌6 (2008)
- 4400 (2004)